# Abdul Hamid Othman
Tan Sri Abdul Hamid Othman (arabisch عبد الحميد عثمان; * 1939; † 2011) war ein malaysischer Politiker. Er war Staatsminister und Berater des Premierministers von Malaysia für Islamische Angelegenheiten.
Er war einer der Fellows des Königlichen Aal al-Bayt Instituts für Islamisches Denken (Royal Aal al-Bayt Institute for Islamic Thought), Jordanien.
Er war einer der 138 Unterzeichner des offenen Briefes Ein gemeinsames Wort zwischen Uns und Euch (engl. A Common Word Between Us & You), den Persönlichkeiten des Islam an „Führer christlicher Kirchen überall“ (engl. „Leaders of Christian Churches, everywhere …“) sandten (13. Oktober 2007).